# Nyssa shangszeensis
Nyssa shangszeensis är en kornellväxtart som beskrevs av Fang och Soong. Nyssa shangszeensis ingår i släktet Nyssa och familjen kornellväxter. Inga underarter finns listade i Catalogue of Life.